# 三重埔 (新竹縣)
三重埔，是台灣新竹縣竹東鎮的一個傳統地域名稱，位於該鎮西北部。相較於今日行政區，其範圍大致為三重里西南大半部，為縣立二重國小、縣立二重國中學區。

## 歷史
台灣清治末期至日治前期，三重埔地區為一街庄，稱為「三重埔庄」，隸屬於竹北一堡。該庄昔日東北隔頭前溪諸分流及沙洲與荳仔埔庄為鄰，東南與樹杞林街為鄰，西南邊為草山庄，西北邊為二重埔庄。
1901年（日治明治三十四年）11月，全台設二十廳，該庄隸屬於新竹廳。1909年（明治四十二年）10月，合併二十廳為十二廳，該庄隸屬不變。1920年（大正九年），廢十二廳改設五州二廳，該庄改制為「三重埔」大字，隸屬於新竹州竹東郡竹東街。
戰後竹東街改制為竹東鎮，隸屬於新竹縣，大字亦改制為里。1950年桃、竹、苗分治，竹東鎮隸屬不變。

## 交通
台鐵內灣線是新竹至內灣的鐡路，大致以西北—東南走向蜿蜒經過三重埔地區。境內未設站，西側最近的是位於二重埔的上員車站，東側最近的是位於竹東市區的榮華車站。由該等車站可搭乘電聯車向西可前往竹中車站轉乘至六家或新竹，向東可前往內灣。
國道3號又稱「福爾摩沙高速公路」，是貫穿台灣西部的兩條縱向高速公路之一，大致以東北－西南走向轉東南—西北走向經過本地區中部。境內未設交流道，東北側最近的是位於頭前溪北岸縣道120號交會口的竹林交流道，西南側最近的是雙溪地區大雅路交會口的寶山交流道，由此等進入可快速前往台灣西部各地。
省道台68線又稱「東西向快速公路－南寮竹東線」，大致以西北－東南蜿蜒經過本地區。境內西北側邊界旁縣道117號交會口設有新竹科園交流道，境內東南側設有竹東交流道。由此等匝道進入向西可前往新竹市區、南寮，向東可前往鷄油林的省道台3線交會口。
縣道122號又稱「南清公路」，是南寮至五峰土場的道路，大致以西北—東南走向經過本地區中部偏東北地帶，向西北可前往國道1號新竹交流道、新竹市區、南寮等地，向東可前往竹東市區、五峰、土場等地。